# Microsoft Office 2013
Microsoft Office 2013 (під кодовою назвою Office 15) — версія Microsoft Office, пакету продуктивності для Microsoft Windows. Він є наступником Microsoft Office 2010 і попередником Microsoft Office 2016. На відміну від Office 2010, версія для OS X не була випущена.
Microsoft Office 2013 містить розширену підтримку формату файлів, оновлення інтерфейсу користувача і підтримку сенсорного керування серед нових функцій і підходить для систем IA-32 і x64.
Office 2013 несумісний із Windows XP, Windows Server 2003, Windows Vista, Windows Server 2008 і попередніми версіями Windows. Office 2013 сумісний із Windows 7, Windows Server 2008 R2, Windows 8, Windows Server 2012, Windows 8.1, Windows Server 2012 R2, Windows 10, Windows Server 2016 і Windows Server 2019.
Office 2013 — остання версія Microsoft Office, яка підтримує процесори без PrefetchW. Її наступниці, Office 2016, потрібен пристрій, який підтримує PrefetchW у будь якій підтримуваній архітектурі.
Основна підтримка припинена 10 квітня 2018 року, розширену підтримку припинено 11 квітня 2023 року.